# 샘 셰퍼드
샘 셰퍼드(Sam Shepard, 1943년 11월 5일 ~ 2017년 7월 27일)는 미국의 배우, 극작가, 작가, 감독, 영화 각본가이다.

## 출연 작품

### 영화
- 천국의 나날들 (1978)
- 여배우 프란시스 (1982)
- 필사의 도전 (1984)
- 크라임 오브 하트 (1986)
- 베이비 붐 (1987)
- 철목련 (1989)
- 붉은 사슴비 (1992)
- 펠리칸 브리프 (1993)
- 삼나무에 내리는 눈 (1999)
- 햄릿 2000 (2000)
- 올 더 프리티 호시즈 (2000)
- 써스펙트 (2001)
- 스워드피쉬 (2001)
- 블랙 호크 다운 (2001)
- 노트북 (2004) - 프랭크 캘훈 역
- 돈 컴 노킹 (2005)
- 스텔스 (2005)
- 밴디다스 (2006)
- 더 리턴 (2006)
- 샬롯의 거미줄 (2006)
- 비겁한 로버트 포드의 제시 제임스 암살 (2007)
- 뉴욕은 언제나 사랑 중 (2008)
- 펠론 (2008)
- 브라더스 (2009) - 행크 케이힐 역
- 페어 게임 (2010)
- 블랙손 (2011)
- 세이프 하우스 (2012)
- 킬링 소프틀리 (2012)
- 머드 (2012)
- 어거스트: 가족의 초상 (2013)
- 아웃 오브 더 퍼니스 (2013)
- 콜드 인 줄라이 (2014)
- 이타카 (2015)
- 미드나잇 스페셜 (2016)
- 승부 없는 싸움 (2016)
- 네버 히어 (2017, Never Here) - 폴 스타크 역

### 텔레비전
- 블러드라인 (2015-17)